# サムエル・コッキング

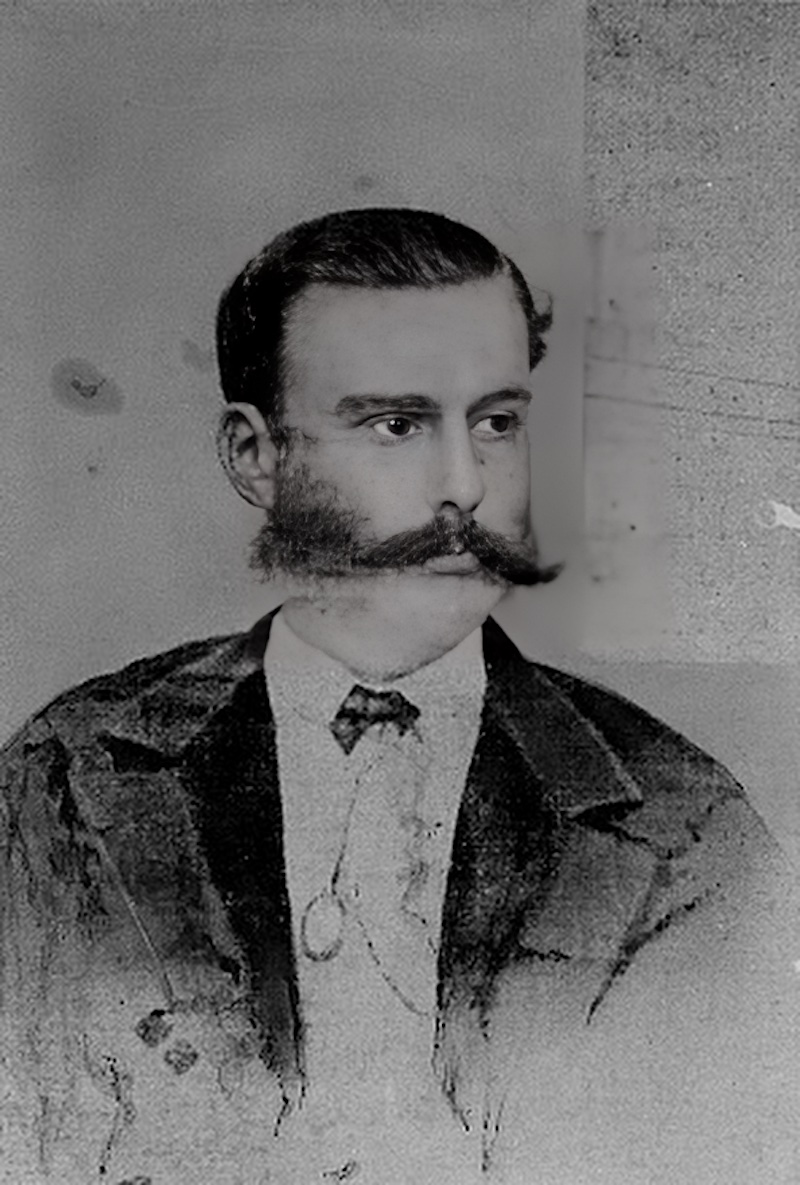
サムエル・コッキング

サムエル・コッキング（Samuel Cocking、1845年〈弘化2年〉3月 - 1914年〈大正3年〉2月26日）は、英国出身の横浜外国人居留地に在住した貿易商。

## 概要
各種雑貨類や骨董品、植物などを取り扱う商社「コッキング商会」を経営した。また、江ノ島（現在の神奈川県藤沢市江の島）に別荘を持ち、当時日本最大級といわれた近代的温室をもつ庭園（後の江の島植物園、現在の江の島サムエル・コッキング苑）を造営した。

## 経歴
- 1845年 アイルランドに生まれる。
- 1848年 両親とともにオーストラリア・アデレードに移住。後にメルボルンに転居。
- 1861年頃 英国本国に帰国。
- 1868年 貿易商を志し、日本に向かう。
- 1869年（明治2年）来日。
- 1871年（明治4年）横浜居留地55番地にてコッキング商会を設立
- 1872年（明治5年）宮田リキと結婚
- 1877年（明治10年）この年に流行したコレラの消毒薬として石炭酸を大量に輸入し、利益を得る
- 1880年（明治13年）江島神社の所有地であった江の島頂上部の土地500坪余(現在の亀ヶ岡公園)を妻名義で購入し、別荘を建築
- 1882年（明治15年）別荘の向かいに所在していた江島神社の所有地（神仏分離で廃寺になった寺の菜園跡）であった江の島頂上部の土地3200坪余(現在のサムエル・コッキング苑の一部)を買い取り、庭園の造営を開始する
- 1884年（明治17年）横浜・平沼に自邸と石鹸工場を開設
- 1885年（明治18年）庭園完成　
  - ただし、温室の完成は1888年（明治21年）以降と推察される[注釈 1]。
- 1887年（明治20年）居留地内に発電所開設（後に横浜共同電燈会社となる）
- 1889年（明治22年）英国の植物学雑誌「Garden」に寄稿。日本の植物を紹介。またこのころテッポウユリやハッカなどをヨーロッパに輸出。
- 1906年（明治39年）頃、取引先の英国の銀行の倒産に伴って、事業縮小を余儀なくされる
- 1914年（大正3年）横浜市平沼の自宅にて逝去

## コッキング庭園の概要
コッキングの庭園は、当時の西欧の回遊式の庭園の様式を持ちながらも、東洋趣味を反映して、特に南洋の植物なども持ち込んで造営されたものだといわれている。現在もクックアローカリアやタイミンチクなどの珍しい植物が現存しており、これらはコッキングが持ち込んだといわれている。
コッキングの庭園の見所は、当時、東洋最大といわれた温室であり、その面積は900平方メートルに及ぶ規模を有していた。基礎部分はレンガ造で、地下には水槽やボイラー室、貯炭庫などが設置されていた。上部構造は木造であったと推定されているが、1923年（大正12年）9月1日の関東大震災で壊滅し失なわれた。
下部構造は1949年（昭和24年）の藤沢市による江の島植物園の造営の際に完全に破壊され、地下に埋没したと思われていたが、2002年（平成14年）の江の島植物園再整備工事の際に発見され、大部分が残っていることが判明した。調査の結果、当時の国内の土木遺構としては貴重な資料であることが判明したことから、保存され、現在「江の島コッキング植物園温室遺構」として一般にも公開されている。

## 余談
来日の際、折からの低気圧の影響で嵐に襲われ、避難した相模湾に浮かぶ江の島の斜面緑地の美しさが印象深かったことが、後に江の島に別荘を構えるきっかけになったという説がある。
サムエルの名は「サミュエル」の方が発音としては近いと思われるが、当時の書籍や記録の大半に「サムエル」と表記されていることから、藤沢市等の公的機関でも「サムエル」の表記で統一している。